# Saint-Christophe-du-Luat
Saint-Christophe-du-Luat és un municipi francès situat al departament de Mayenne i a la regió de País del Loira. L'any 2007 tenia 724 habitants.

## Demografia

### Població
El 2007 la població de fet de Saint-Christophe-du-Luat era de 724 persones. Hi havia 260 famílies de les quals 56 eren unipersonals (44 homes vivint sols i 12 dones vivint soles), 84 parelles sense fills, 112 parelles amb fills i 8 famílies monoparentals amb fills.
La població ha evolucionat segons el següent gràfic:
Habitants censats

### Habitatges
El 2007 hi havia 323 habitatges, 265 eren l'habitatge principal de la família, 24 eren segones residències i 34 estaven desocupats. 316 eren cases i 7 eren apartaments. Dels 265 habitatges principals, 202 estaven ocupats pels seus propietaris i 63 estaven llogats i ocupats pels llogaters; 1 tenia una cambra, 9 en tenien dues, 27 en tenien tres, 73 en tenien quatre i 155 en tenien cinc o més. 208 habitatges disposaven pel capbaix d'una plaça de pàrquing. A 93 habitatges hi havia un automòbil i a 149 n'hi havia dos o més.

### Piràmide de població
La piràmide de població per edats i sexe el 2009 era:
| Homes | Edats   | Dones |
| ----- | ------- | ----- |
| 0     | 95 o +  | 0     |
| 0     | 90 a 94 | 4     |
| 0     | 85 a 89 | 0     |
| 4     | 80 a 84 | 8     |
| 12    | 75 a 79 | 12    |
| 4     | 70 a 74 | 16    |
| 12    | 65 a 69 | 16    |
| 24    | 60 a 64 | 8     |
| 8     | 55 a 59 | 12    |
| 8     | 50 a 54 | 24    |
| 8     | 45 a 49 | 8     |
| 20    | 40 a 44 | 16    |
| 28    | 35 a 39 | 20    |
| 24    | 30 a 34 | 28    |
| 24    | 25 a 29 | 12    |
| 28    | 20 a 24 | 24    |
| 20    | 15 a 19 | 24    |
| 20    | 10 a 14 | 4     |
| 20    | 5 a 9   | 24    |
| 16    | 0 a 4   | 8     |

## Economia
El 2007 la població en edat de treballar era de 446 persones, 371 eren actives i 75 eren inactives. De les 371 persones actives 348 estaven ocupades (195 homes i 153 dones) i 23 estaven aturades (6 homes i 17 dones). De les 75 persones inactives 27 estaven jubilades, 27 estaven estudiant i 21 estaven classificades com a «altres inactius».

### Ingressos
El 2009 a Saint-Christophe-du-Luat hi havia 271 unitats fiscals que integraven 742,5 persones, la mediana anual d'ingressos fiscals per persona era de 16.276 €.

### Activitats econòmiques
Dels 19 establiments que hi havia el 2007, 1 era d'una empresa alimentària, 2 d'empreses de fabricació d'altres productes industrials, 5 d'empreses de construcció, 2 d'empreses de comerç i reparació d'automòbils, 1 d'una empresa de transport, 1 d'una empresa d'hostatgeria i restauració, 1 d'una empresa financera, 4 d'empreses de serveis, 1 d'una entitat de l'administració pública i 1 d'una empresa classificada com a «altres activitats de serveis».
Dels 7 establiments de servei als particulars que hi havia el 2009, 1 era un taller de reparació d'automòbils i de material agrícola, 1 paleta, 1 lampisteria, 2 empreses de construcció, 1 veterinari i 1 restaurant.
L'únic establiment comercial que hi havia el 2009 era una fleca.
L'any 2000 a Saint-Christophe-du-Luat hi havia 45 explotacions agrícoles que ocupaven un total de 1.140 hectàrees.

## Equipaments sanitaris i escolars
El 2009 hi havia una escola elemental.

## Poblacions més properes
El següent diagrama mostra les poblacions més properes.